# Blue Ghost Mission 1
Blue Ghost Mission 1 fue una misión robótica de aterrizaje lunar llevada a cabo por Firefly Aerospace, que se lanzó el 15 de enero de 2025 y aterrizó en la Luna el 2 de marzo de 2025 a las 08:34 UTC. Firefly Aerospace se convirtió así en la primera empresa comercial en lograr con éxito un aterrizaje suave de una nave espacial en la Luna.
Como parte del programa Commercial Lunar Payload Services de la NASA, la misión entregó diez investigaciones científicas y demostraciones tecnológicas para apoyar la futura exploración humana de la Luna dentro del programa Artemis. Poco después de la puesta de sol al final del día lunar del 16 de marzo de 2025, las baterías del módulo de aterrizaje se agotaron, se perdieron las comunicaciones y se declaró oficialmente el fin de la misión de la nave espacial a las 23:25 UTC.
El módulo de aterrizaje lunar Blue Ghost fue lanzado desde el Centro espacial John F. Kennedy a bordo de un cohete SpaceX Falcon 9 Block 5 que también transportaba el módulo de aterrizaje Hakuto-R Mission 2. Transportó 10 cargas útiles al Mare Crisium, una cuenca lunar de 500 kilómetros de ancho. Su misión prevista, de 60 días de duración, tiene por objeto analizar el regolito lunar, estudiar las características geofísicas e investigar las interacciones entre el viento solar y el campo magnético de la Tierra. Las cargas científicas del módulo de aterrizaje incluyen un dispositivo de caracterización de la adherencia del regolito, un retrorreflector lunar para mediciones de distancia de precisión, un computador tolerante a la radiación, sondas de exploración térmica, etc.

## Misión

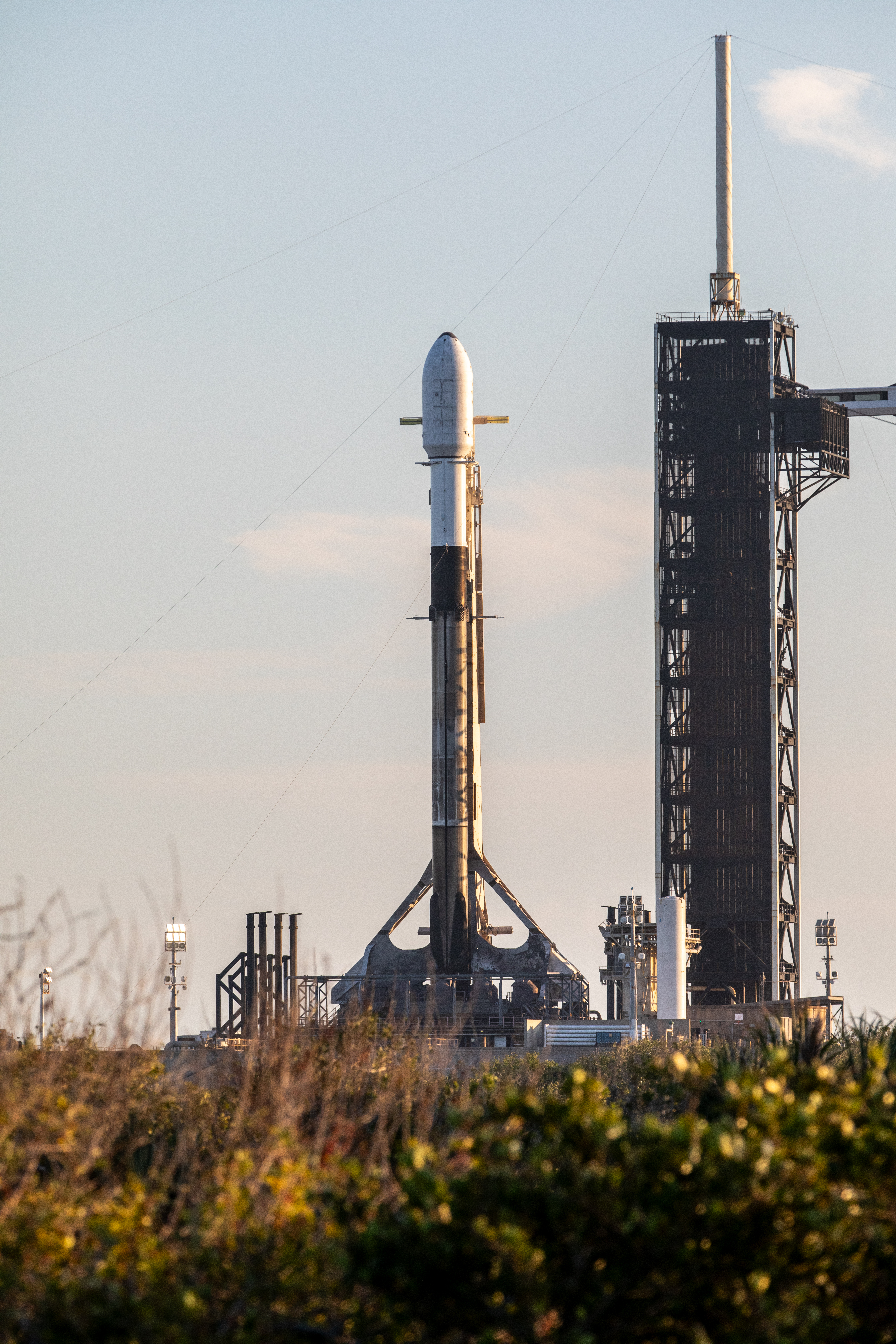
Cohete Falcon 9 en el Centro espacial John F. Kennedy poco antes del lanzamiento de la Misión Blue Ghost 1 y la Misión Hakuto-R 2

El 4 de febrero de 2021, la NASA adjudicó a Firefly un contrato por valor de 93,3 millones de dólares para llevar a la Luna en 2023 un conjunto de diez investigaciones científicas y demostraciones tecnológicas. La adjudicación forma parte del programa Commercial Lunar Payload Services (CLPS) en el que la NASA se asegura el servicio de socios comerciales para aterrizar rápidamente cargas útiles científicas y tecnológicas en la superficie lunar como parte del programa Artemis.
El 20 de mayo de 2021, Firefly Aerospace anunció su elección del Falcon 9 Block 5 de SpaceX como vehículo de lanzamiento para la misión inaugural del módulo de aterrizaje lunar Blue Ghost. Esta decisión se tomó debido al rendimiento y la capacidad de carga útil del Falcon 9, que el cohete Firefly Alpha no podía proporcionar.La empresa indicó que su futuro vehículo de lanzamiento de tipo medio respaldaría las siguientes misiones Blue Ghost.
El desarrollo del módulo de aterrizaje Blue Ghost progresó de forma constante durante los años siguientes. El 26 de abril de 2022, Firefly completó la Revisión de la Disponibilidad de Integración para el módulo de aterrizaje, con una fecha de lanzamiento provisional fijada para 2024. En noviembre de 2023, Firefly precisó el calendario, especificando una ventana de lanzamiento entre el tercer y el cuarto trimestre de 2024.
En mayo de 2024 se completaron los motores LEROS 4-ET de Nammo UK para Blue Ghost,y en junio se confirmó su integración en el módulo de aterrizaje. Firefly anunció que los preparativos se desarrollaban según lo previsto, y en julio la empresa reafirmó su objetivo de lanzamiento para el cuarto trimestre de 2024. En agosto comenzaron las pruebas ambientales del módulo de aterrizaje en el Laboratorio de Propulsión a Chorro (JPL) de la NASA, lo que garantizó la preparación de la nave para los rigores del vuelo espacial.
En noviembre de 2024, Firefly Aerospace anunció formalmente que el módulo de aterrizaje Blue Ghost estaba listo para su lanzamiento, con fecha prevista para mediados de enero de 2025. El 15 de enero de 2025, el módulo de aterrizaje Blue Ghost fue lanzado con éxito desde el Complejo de Lanzamiento 39A del Centro Espacial Kennedy a las 06:11:39 UTC (1:11:39 am ET, hora local en el lugar de lanzamiento) a bordo de un cohete SpaceX Falcon 9 Block 5. La misión también incluía la Misión Hakuto-R 2 como carga útil compartida.
El 2 de marzo de 2025, a las 2:34 a.m. CST, la misión aterrizó con éxito en la superficie lunar. Firefly Aerospace se convirtió así en la primera empresa comercial en realizar un aterrizaje suave de una nave espacial en la Luna. Está previsto que la misión dure hasta 14 días terrestres, un día lunar, hasta que el ocaso lunar traiga consigo temperaturas tan bajas de hasta -173 grados Celcius (-280 °F). Tres paneles solares alimentarán los instrumentos de investigación del módulo de aterrizaje durante ese tiempo.

## Hardware
Blue Ghost tiene cuatro piernas de alunizaje, sistemas de comunicaciones, calefacción y energía solar, y cuenta con múltiples capas de aislamiento. Los paneles solares del Blue Ghost, del subcontratista SolAero de Rocket Lab, proporcionan un máximo de 400 vatios de potencia. ASI de Rocket Lab proporciona el software de vuelo, tierra y GN&C, el diseño de la trayectoria, la determinación de la órbita y la integración del banco de pruebas de software. Firefly afirma que la fabricación y las pruebas internas de la estructura del Blue Ghost constituyen un elemento diferenciador entre los módulos de aterrizaje CLPS.

## Carga útil

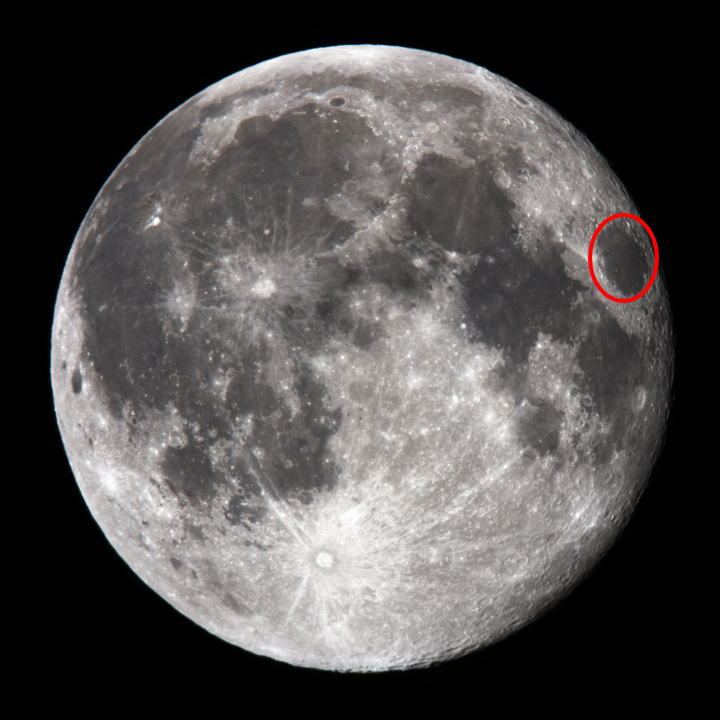
Ubicación del Mare Crisium en la Luna, resaltado en rojo

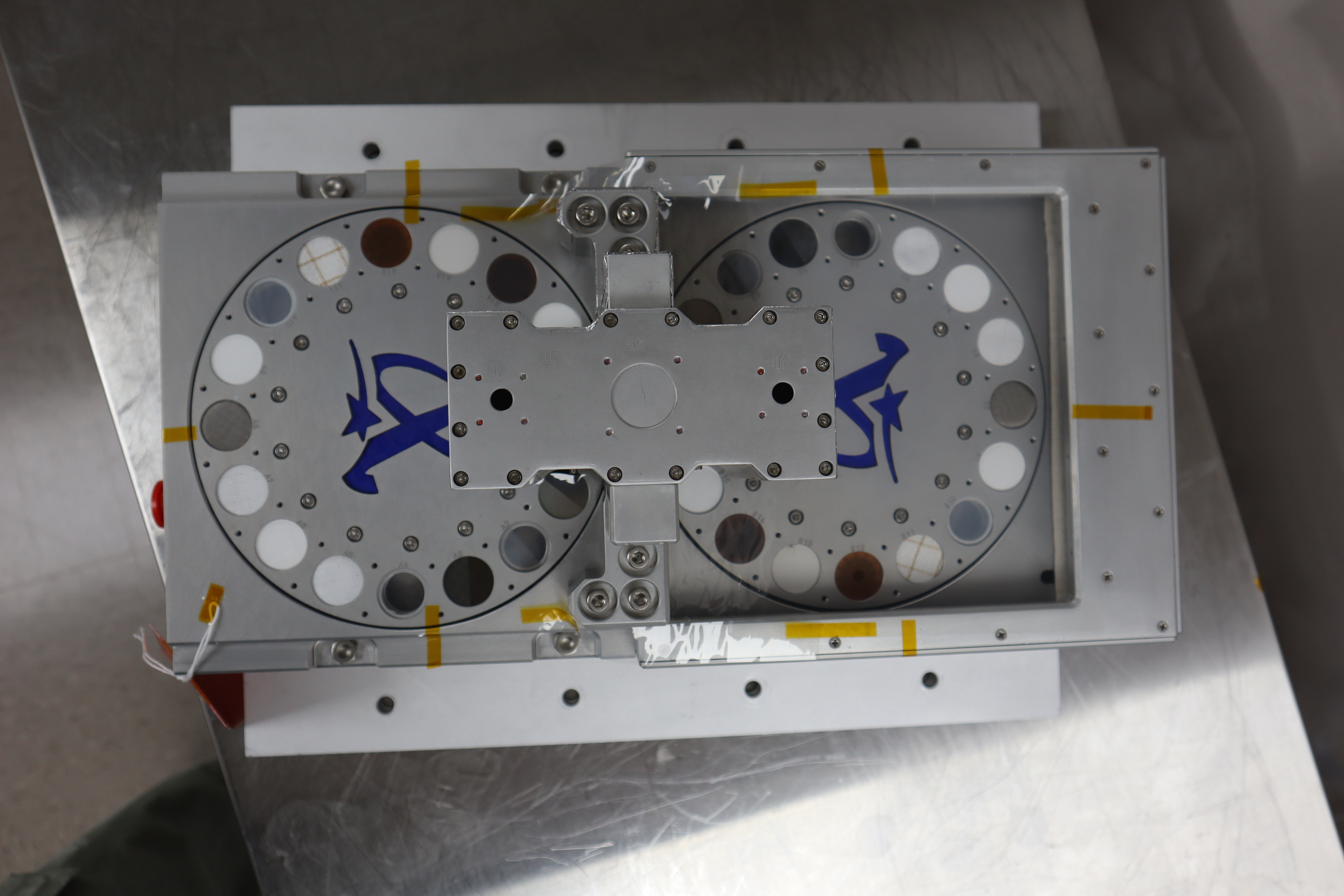
Carga útil de Caracterización de la Adherencia al Regolito (RAC)

La misión aterrizó en el Mare Crisium, una cuenca de 500 kilómetros visible desde la Tierra. Los instrumentos científicos del módulo de aterrizaje recogerán datos sobre las propiedades del regolito lunar -su roca y suelo sueltos y fragmentados-, así como sobre sus características geofísicas y las interacciones entre el viento solar y el campo magnético de la Tierra. Estos hallazgos contribuirán a la preparación y planificación de futuras misiones humanas a la superficie lunar.
Las cargas útiles, cuya masa total prevista es de 94 kilogramos (207,2 lb), incluyen:
- La Caracterización de la Adherencia del Regolito (RAC) determinará el grado en que el abrasivo regolito lunar se adhiere o es repelido por una serie de materiales, como células solares, sistemas ópticos, revestimientos y sensores; los diversos componentes proceden de la instalación MISSE-FF, actualmente en la Estación Espacial Internacional (ISS).
- Los Retrorreflectores Lunares de Nueva Generación (NGLR) servirán de blanco a los láseres de la Tierra para medir con precisión la distancia entre la Tierra y la Luna. El retrorreflector que volará en esta misión también proporcionará datos que podrán utilizarse para comprender diversos aspectos del interior lunar y abordar cuestiones de física fundamental.
- El Generador de Imágenes de Rayos X Heliosféricos del Entorno Lunar (LEXI) capturará imágenes de la interacción de la magnetosfera de la Tierra con el flujo de partículas cargadas provenientes del Sol, conocido como el viento solar.
- El Sistema Informático Reconfigurable y Tolerante a la Radiación (RadPC) tiene como objetivo demostrar una tecnología informática resistente a la radiación. Debido a la falta de atmósfera y campo magnético de la Luna, la radiación del Sol será un desafío para los dispositivos electrónicos. Esta investigación también caracterizará los efectos de la radiación en la superficie lunar.
- El Sonar Magnetotelúrico Lunar (LMS) está diseñado para caracterizar la estructura y composición del manto de la Luna mediante el estudio de los campos eléctricos y magnéticos. Para ello, planea colocar electrodos en aproximadamente 700 metros cuadrados de terreno.[25]
- El Instrumento Lunar para Exploración Térmica Subsuperficial con Rapidez (LISTER) está diseñado para medir el flujo de calor desde el interior de la Luna. La sonda intentará perforar en el regolito lunar entre 2,13 y 3,05 metros para investigar las propiedades térmicas de la Luna a diferentes profundidades.
- El Lunar PlanetVac (LPV) está diseñado para recolectar regolito de la superficie lunar y transferirlo a otros instrumentos, ya sea para analizar el material o almacenarlo en un contenedor que otra nave espacial podría traer de vuelta a la Tierra.
- Las Cámaras Estéreo para Estudios de la Superficie Plumeada Lunar (SCALPSS 1.1) capturarán videos e imágenes del área debajo del módulo de aterrizaje, desde el momento en que los gases del motor comiencen a perturbar la superficie lunar hasta que el motor se apague. Las cámaras con lentes de larga distancia focal se encargarán de determinar la topografía de la superficie antes del aterrizaje. A través de la fotogrametría, se reconstruirán los cambios que ocurrieron en la superficie durante el aterrizaje. Comprender cómo los gases de escape de los cohetes afectan el regolito y desplazan polvo, grava y rocas es clave para desarrollar estrategias que eviten la dispersión de materiales durante la fase final de aterrizaje en la Luna y otros cuerpos celestes.
- La AstroVault, desarrollada por Quantum Aerospace y Space Ark Media, es un repositorio lunar diseñado para preservar la cultura, el arte, la música y el conocimiento humanos para las generaciones futuras. Codificado en un formato ultraduradero, servirá como depósito a largo plazo de literatura, descubrimientos científicos y obras creativas, garantizando su conservación en el entorno lunar.
- El Escudo de Polvo Electrodinámico (EDS) generará un campo eléctrico no uniforme utilizando un alto voltaje variable en múltiples electrodos. Este campo móvil, a su vez, arrastra las partículas y tiene aplicaciones potenciales en radiadores térmicos, tejidos de trajes espaciales, visores, lentes de cámaras, paneles solares y muchas otras tecnologías.
- El Experimento de Receptor GNSS Lunar (LuGRE), que recibió con éxito señales GPS y Galileo a distancias lunares (en el espacio cislunar y en la superficie), demostrando así la viabilidad del concepto para la navegación lunar.[26]